# Raketvapen
Raketvapen är skjutvapen som består av en jämförelsevis enkel utskjutningsanordning för projektiler, raketer som har egen framdrivning, raketmotor, med krut som drivmedel. Raketens stridsdel är utformad som en vanlig artilleriprojektil med hänsyn till önskad verkan, till exempel spränggranat eller pansargranat. Den är försedd med stabiliseringsorgan för att uppnå en stabil flygning. Vapnets största fördel är frånvaron av rekyl vid skottlossningen.

## Historia
Raketer användes förr i krig huvudsakligen för att antända fartyg och byggnader och raketvapen kom tidigast i bruk i Kina på 1200-talet. Användningen av raketvapen spreds sedan till Europa och omnämns mellan 1250 och 1400. I och med kanonens tillkomst i början av 1300-talet försvann emellertid raketen som stridsmedel men upplevde en renässans under 1800-talets förra hälft. Engelsmannen sir William Congreve  (1772–1828) var den förste, som i Europa gjorde lyckade försök med krigsraketer, som bland annat användes vid bombardemanget av Köpenhamn 1807. Till Sverige kom vapnet 1813. De vanliga kanonernas prestanda förbättrades emellertid på 1850-talet avsevärt, så att raketvapen kom ur bruk. Först under andra världskriget började man på nytt att konstruera raketvapen och i slutet av kriget förekom sådana i många olika utföringsformer och för olika ändamål.

## Modern tid
Raketvapen används för markstrid såsom raketgevär och raketartilleripjäser. Flygplan beväpnas med raketer för bekämpning av luft- och markmål. I jämförelse med rekylerande vapen för samma ändamål kännetecknas raketvapen främst av sin ringa vikt. 
Raketgeväret, som under och efter andra världskriget infördes i ett flertal arméer, har främst användning som närpansarvärnsvapen. 
Raketartilleri togs i bruk under andra världskriget för att komplettera det konventionella artilleriets eld. Raketstället bestod av en eller flera, ibland ända till ett 60-tal riktningsgivare – styrrör eller styrskenor – samt lavett som även kunde monteras på bil eller stridsvagn. Man skiljer mellan enkelt raketställ, raketorgel samt raketautomat, den sistnämnda bestående av ett magasin, från vilket raketerna vid eldgivning successivt matas in på en styrskena.
Flygplansraketer avfyras ungefär parallellt med flygplanets rörelseriktning.